# Тюлянь
Тюлянь (баш. Төйлән) — река в России, протекает по Башкортостану, Давлекановский район, Альшеевский район. Устье реки находится в 195 км по левому берегу реки Дёмы. Длина реки составляет 51 км, площадь водосборного бассейна 341 км².
Основные притоки (расстояние от устья): 17 км — Катайка, правый, 29 км — Ташлынка (Ташла), правый.

## Данные водного реестра
По данным государственного водного реестра России относится к Камскому бассейновому округу, водохозяйственный участок реки — Дёмы от истока до водомерного поста у деревни Бочкарёва, речной подбассейн реки — Белая. Речной бассейн реки — Кама.
Код объекта в государственном водном реестре — 10010201312111100024854.